# Светлицкий, Григорий Петрович
Григорий Петрович Светлицкий (укр. Світлицький Григорій Петрович; 1872—1948) — русский и советский украинский художник.
Работал как пейзажист, портретист, писал жанровые картины. Участвовал в росписи Исаакиевского собора в Петербурге и Крестовоздвиженской церкви в Киеве. Занимался книжной иллюстрацией. В 1946 году первым удостоен звания народного художника Украинской ССР.
«Всеобщая история искусств» характеризует его как представителя украинской национальной школы живописи, продолжавшего традиции передвижников, выделяя его жанровые картины «Возле станции Мотовиловка» (1909), «Музыканты» (1912) (обе в Национальном художественном музее Украины), в которых показана жизнь маленького человека. Для художника характерен интерес к национальным образам и истории.

## Биография
Родился 20 сентября 1872 года в Киеве в семье оркестранта оперного театра.
Учился в рисовальной школе Н. Мурашко (1889—1893), затем — в Петербургском Высшем художественном училище при Императорской Академии художеств у И. Репина и Н. Кузнецова (1893—1900). В 1895 году был удостоен звания классного художника 3-й степени; в 1900 году получил звание классного художника 1-й степени за картину «Мелодия».
С 1901 по 1917 год Светлицкий возглавлял группу по реставрации Исаакиевского собора в Петербурге. За эту работу Николай II пожаловал Григорию Петровичу дворянский титул.
До 1918 года он работал в мозаичных мастерских Академии Художеств под руководством П. П. Чистякова. Жил в Петербурге до 1919 года; затем после того, как у него умерла жена и погиб сын Юрий, — в Киеве.
Экспонировал свои работы на выставках Общества художников имени А. И. Куинджи, ТПХВ (обе — 1918) и 1-й государственной свободной выставке произведений искусств (1919) в Петрограде. В советское время — на тематических выставках «По селам, местечкам и городам Украины» (1926), «В помощь жертвам наводнения в Западной Украине» (1927) в Киеве; Ассоциации художников Красной Украины (1927, 1928) в Харькове, Киеве, Чернигове; Всеукраинской юбилейной выставке, посвященной 10-летию Октября (1927) в Харькове; 2-й всеукраинской художественной выставке Наркомпроса УССР (1929, передвижная); 1-й передвижной художественной выставке на правобережной Украине (1929) и других.
Член Ассоциации художников Красной Украины. С 1947 года — профессор Киевского художественного института.
Умер 28 августа 1948 года в Киеве. Похоронен на Лукьяновском кладбище (участок 25, ряд 1, место 17).

## Труды
Произведения Светлицкого представлены во многих музеях и частных собраниях, среди них — Национальный художественный музей Украины в Киеве.
Художественное наследие мастера велико и разнообразно, там есть и большие жанровые работы, также пейзажи, портреты, натюрморты. Работал он также в сфере книжной графики, плаката, монументальной живописи. Бытовым картинам Светлицкого свойственна не только духовность, но и непревзойдённое мастерство. Показательной в этом плане есть картина "Музыканты" (1912). Сам музыкант Григорий Петрович понимал тяжёлый быт ремесленников искусства, которые бродили по городам в поисках заработка. С огромным сочувствием изображает художник двух таких уставших музыкантов на неизвестной станции. Также поэтично и с любовью он с большим мастерством рисовал месячные ночи. Одна из самых изысканных и поэтичных картин является "Дом в месячную ночь".

## Память
- В Киеве художнику установлена мемориальная доска, его имя носит киевская улица.
- Также в Киеве в 1958 в Киеве был открыт его Дом-музей Светлицкого[укр.]. Через 14 лет во дворе установили бронзовый бюст на гранитном постаменте. В 1992 году музей был закрыт, впоследствии разграблен и заброшен[4].